# Frederic (banda)
Frederic (フレデリック Furederikku?) es una banda japonesa de rock, formada por los gemelos Mihara en Kōbe en 2009. Actualmente, produce bajo el sello de la disquera A-Sketch y ha lanzado varios EP y múltiples sencillos.
Aunque la banda se encontraba en activo desde antes, con presentaciones en diversos recintos, fue la canción “Oddloop” la que los catapultó a la fama. La canción fue incluida más tarde en el homónimo álbum debut Oddloop (24 de septiembre de 2014), con que el además ganaron el premio regional para Kansai en la séptima edición de los CD Shop Awards.
El nombre de la banda es un homenaje el libro infantil Frederick del escritor neerlandés Leo Lionni, cuyo protagonista es un ratón que busca hacer feliz a los demás.

## Miembros
La alineación actual de Frederic es como sigue:
- Kenji Mihara (三原健司 Mihara Kenji?): vocalista, segunda guitarra eléctrica
- Kōji Mihara (三原康司 Mihara Kōji?): bajo, coros
- Ryūji Akagashira (赤頭隆児 Akagashira Ryūji?): guitarra eléctrica
- Takeru Takahashi (高橋武 Takahashi Takeru?): batería[5]

Antiguos miembros:
- Kaz, batería

## Discografía

### Álbumes de estudio (LP)
| Título                                   | Detalles                                                                                   |
| ---------------------------------------- | ------------------------------------------------------------------------------------------ |
| Frederhythm (フレデリズム Furederizumu?) | - Lanzamiento: 19 de octubre de 2016 - Sello: A-Sketch - Formatos: CD, descarga digital    |
| Tōgenkyō                                 | - Lanzamiento: 18 de octubre de 2017 - Sello: A-Sketch - Formatos: CD, descarga digital    |
| Hyōhyō to Emotion (飄々とエモーション?)  | - Lanzamiento: 7 de julio de 2018 - Sello: A-Sketch - Formatos: CD, descarga digital       |
| Frederhythm 2 (フレデリズム２?)          | - Lanzamiento: 20 de febrero de 2019 - Sello: A-Sketch - Formatos: CD, descarga digital    |
| Frederhythm 3 (フレデリズム３?)          | - Lanzamiento: 30 de marzo de 2022 - Sello: A-Sketch - Formatos: CD, DVD, descarga digital |

### EP (extended plays)
| Título | Detalles                                                                                    |
| --- | ------------------------------------------------------------------------------------------- |
| Shinda sakana no yōna me o shita sakana no yōna Iikikata wa shinai (死んだサカナのような眼をしたサカナのような生き方はしない? “No vivas como un pez muerto con los ojos muertos”) | - Lanzamiento: 12 de diciembre de 2011 - Sello: autopublicado - Formatos: CD                |
| Uchū ni Muchū (うちゅうにむちゅう?) | - Lanzamiento: 12 de marzo de 2014 (JPN) - Sello: Mash A&R - Formatos: CD, descarga digital |
| Oddloop | - Lanzamiento: 24 de septiembre de 2014 - Sello: A-Sketch - Formatos: CD, descarga digital  |
| Owarase Night | - Lanzamiento: 6 de mayo de 2015 - Sello: A-Sketch - Formatos: CD, descarga digital         |
| Ototune | - Lanzamiento: 25 de noviembre de 2015 - Sello: A-Sketch - Formatos: CD, descarga digital   |
| Vision | - Lanzamiento: 9 de octubre de 2019 - Sello: A-Sketch - Formatos: CD, descarga digital      |
| Asoviva | - Lanzamiento: 22 de septiembre de 2020 - Sello: A-Sketch - Formatos: CD, descarga digital  |
| Yuyukaneikaiyuroku | - Lanzamiento: 22 de febrero de 2023 - Sello: A-Sketch - Formatos: CD, descarga digital     |

### Sencillos
| Título                                                                             | Detalles                                                                                    |
| ---------------------------------------------------------------------------------- | ------------------------------------------------------------------------------------------- |
| "Hitsuji no Uta" (ヒツジのうた?)                                                   | - Lanzamiento: desconocido - Sello: desconocido - Formatos: CD                              |
| "Shimauma/Metro" (シマウマ/メトロ?)                                                | - Lanzamiento: 19 de septiembre de 2009 - Sello: autopublicado - Formatos: descarga digital |
| "Sukima ni haireba kowakunai" (スキマに入れば怖くない?)                            | - Lanzamiento: 17 de noviembre de 2010 - Sello: E-Development Records - Formatos: CD        |
| "Mushakusha shite yatta" (むしゃくしゃしてやった?)                                 | - Lanzamiento: 6 de abril de 2013 (JPN) - Sello: autopublicado - Formatos: CD               |
| "Kōkai wa shiteinai" (後悔はしていない?)                                           | - Lanzamiento: 6 de julio de 2013 (JPN) - Sello: autopublicado - Formatos: CD               |
| "SPAM Seikatsu/Puroresu gokko no hula hoop" (SPAM生活/プロレスごっこのフラフープ?) | - Lanzamiento: 14 de agosto de 2013 - Sello: desconocido - Formatos: LP                     |
| "Odoru sweater" (踊るセーター?)                                                    | - Lanzamiento: 23 de febrero de 2014 - Sello: autopublicado - Formatos: CD                  |
| "Oddloop E. P."                                                                    | - Lanzamiento: 24 de septiembre de 2014 (JPN) - Sello: HMV Record Shop - Formatos: LP       |
| "Only wonder" (オンリーワンダー?)                                                  | - Lanzamiento: 15 de mayo de 2016 - Sello: A-Sketch - Formatos: CD, descarga digital        |
| "Kanashii ureshii" (かなしいうれしい?)                                             | - Lanzamiento: 16 de agosto de 2017 - Sello: A-Sketch - Formatos: CD, descarga digital      |
| "Light"                                                                            | - Lanzamiento: 16 de noviembre de 2018 - Sello: A-Sketch - Formatos: CD, descarga digital   |
| "SaredoBGM"                                                                        | - Lanzamiento: 8 de julio de 2020 - Sello: A-Sketch - Formatos: CD, descarga digital        |
| "Meiakuyaku"                                                                       | - Lanzamiento: 28 de abril de 2021 - Sello: A-Sketch - Formatos: CD, descarga digital       |
| "Saika"                                                                            | - Lanzamiento: 6 de octubre de 2021 - Sello: A-Sketch - Formatos: CD, descarga digital      |
| "Wanderlust"                                                                       | - Lanzamiento: 9 de febrero de 2022 - Sello: A-Sketch - Formatos: CD, descarga digital      |
| "Junkie"                                                                           | - Lanzamiento: 9 de marzo de 2022 - Sello: A-Sketch - Formatos: CD, descarga digital        |
| "Mystery Journey"                                                                  | - Lanzamiento: 16 de noviembre de 2022 - Sello: A-Sketch - Formatos: CD, descarga digital   |
| "Sparkle Dancer"                                                                   | - Lanzamiento: 25 de enero de 2023 - Sello: A-Sketch - Formatos: CD, descarga digital       |
| "Pepermint Gum"                                                                    | - Lanzamiento: 8 de noviembre de 2023 - Sello: A-Sketch - Formatos: CD, descarga digital    |